# Wijk aan Zee
Wijk aan Zee is een dorp dat sinds 1936 deel uitmaakt van de gemeente Beverwijk, in de streek Midden-Kennemerland in de provincie Noord-Holland. Wijk aan Zee was samen met het dorp Wijk aan Duin, voordat het onder de gemeente Beverwijk viel, onder de naam Wijk aan Zee en Duin een zelfstandige gemeente. Het dorp heeft circa 2.205 inwoners. Wijk aan Zee ligt op één toegangsweg na ingeklemd tussen het staalbedrijf Tata Steel (het vroegere Hoogovens), de Noordzee en het Noordhollands Duinreservaat.

## Geografie
Gedurende de tiende en elfde eeuw zijn in en rond Wijk aan Zee verscheidene paraboolduinen gevormd, doordat aanhoudende droogte de kust deed afkalven en zand landinwaarts werd geblazen. In de bassins die deze hoefijzervormige duinen vormden, kon klei uit zee neerslaan, waardoor halofiele planten konden gedijen en na afsterven een veenlaag konden vormen. Met het terugtrekken van de zee en de instroom van zoet water vanuit de duinen veranderden de bassins in relatief vruchtbare duinakkers, geschikt voor menselijke cultivatie.
Hoewel verscheidene van dergelijke akkers zijn gevormd, is de centraal in Wijk aan Zee gelegen dorpsweide het enige overgebleven voorbeeld.

## Vissersdorp

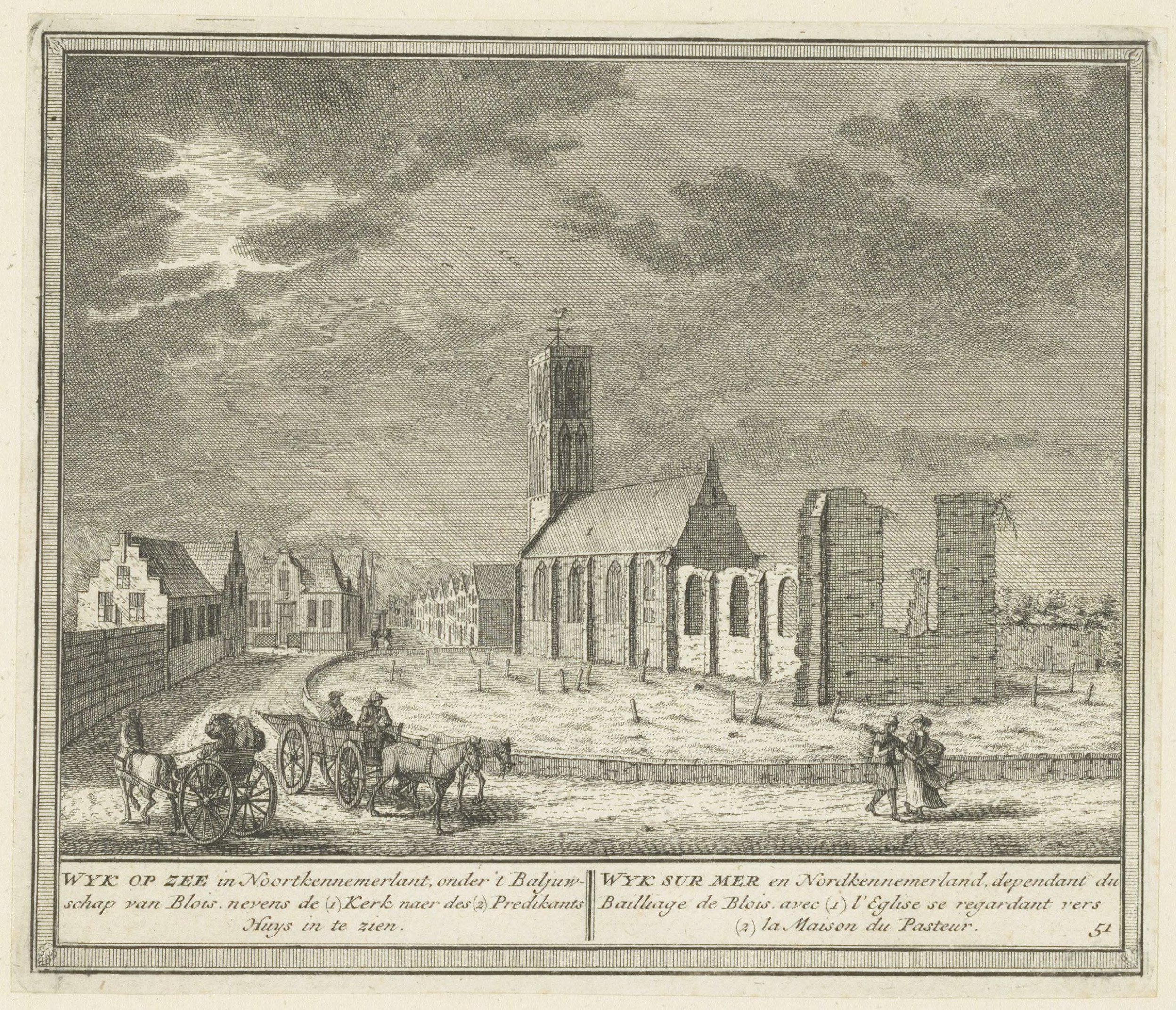
Wijk aan Zee in 1765

Tot aan het midden van de negentiende eeuw was Wijk aan Zee en Duin een typisch vissersdorp. De schilder Rijckaert Aertsz., die omstreeks 1482 in Wijk aan Zee werd geboren, was dan ook de zoon van een visser. Het dorp beschikte echter niet over een haven, en dat betekende in de loop van de negentiende eeuw dat het de concurrentiestrijd met andere vissersdorpen in de regio verloor. Er werd steeds meer gebruikgemaakt van grotere schepen, die niet langer zonder meer op het strand getrokken konden worden, zoals voorheen met platboomde boten (zoals bomschuiten) gebruikelijk was. De visserij stierf in Wijk aan Zee een langzame dood. Rond 1811 dwong de armoede de inmiddels uitgedunde bevolking om dagelijks in Beverwijk te bedelen.

## Badgasten

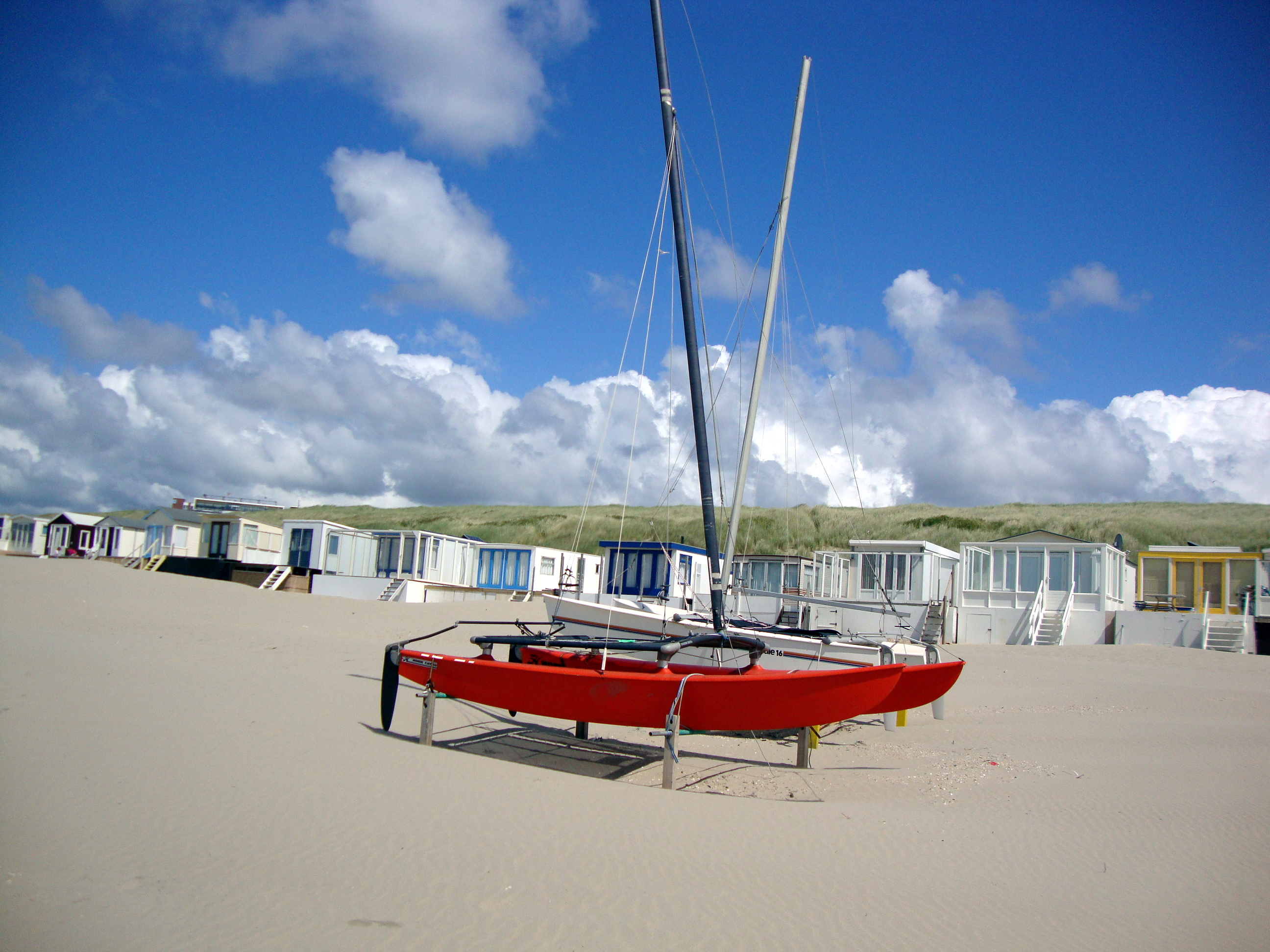
Strandhuisjes op het strand bij Wijk aan Zee

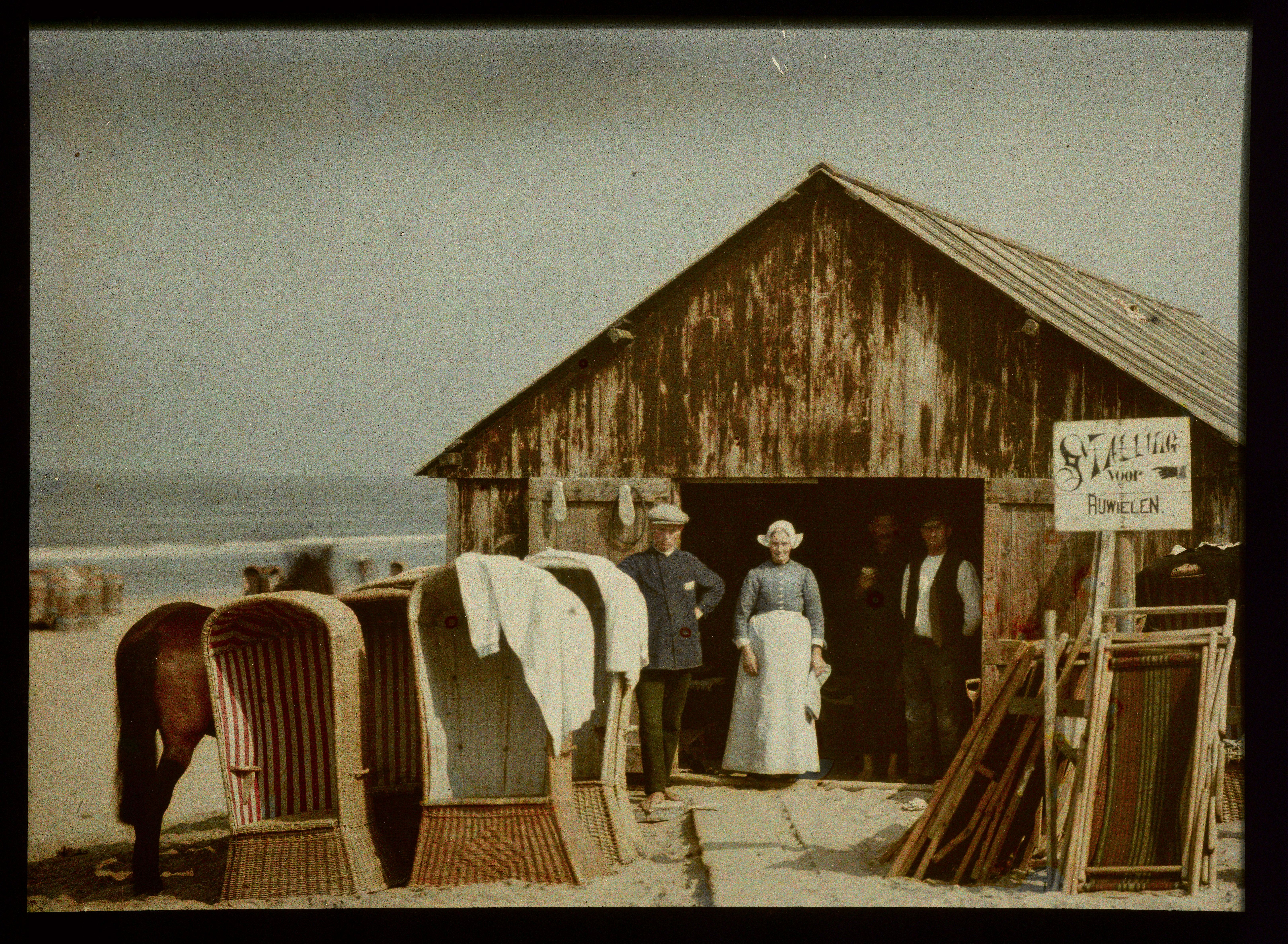
Een fietsenstalling voor de badgasten in Wijk aan Zee, met op de voorgrond een aantal rieten badstoelen, foto tussen 1907 en 1930, door Adolphe Burdet

De opening van het eerste Badhotel aan de De Zwaanstraat (1881) was een eerste aanzet tot een nieuwe industrie. De bevolking ging zich toeleggen op de ontvangst van badgasten. Vooral inwoners van Amsterdam streken er met hun gezin neer. Het tekort aan ruimte werd door de pensionhouders eenvoudig opgelost door aan de voorpuien serres te bouwen die vervolgens als slaapplaats voor de badgasten konden dienen.
De De Zwaanstraat werd verlengd tot aan het strand. Dat maakte het de gasten van het Badhotel mogelijk om na een korte wandeling in zee te baden. Oorspronkelijk liet men zich met een koetsje in zee rijden, later durfde men zich in badkostuum op het strand te wagen en uiteindelijk zijn de bikini's en de zwembroeken het strandbeeld gaan beheersen (behalve dan op het naaktstrand tussen Wijk aan Zee en Heemskerk).
Aan het einde van de negentiende eeuw gingen de badgasten uit Amsterdam steeds vaker een eigen zomerverblijf bouwen aan de zuidrand van het dorp. Zo ontstond ook de woning die later het hotel "Berg en Dal" zou worden, maar dat in 1961 uitbrandde na een totale renovatie. Anderen huurden een huis in Wijk aan Zee voor enkele maanden of weken. De eigenaar-verhuurder en zijn familie woonden dan in het zogenaamde zomerhuis achter de woning. Tot aan de jaren zeventig was het gebruikelijk dat de katholieke kerk in Wijk aan Zee in de zomermaanden in een dependance extra missen hield, omdat de parochiekerk te klein was om de in de zomer sterk uitgedijde toestroom te herbergen.
In de jaren zeventig van de twintigste eeuw is aan het langdurig verblijf van badgasten in Wijk aan Zee grotendeels een eind gekomen. Sindsdien ligt voor Wijk aan Zee het zwaartepunt op de dagrecreatie. Op het strand van Wijk aan Zee, dat het breedste is van het vasteland van Nederland, kan men elke zomer een lange rij strandhuisjes vinden, die 's nachts echter niet gebruikt mogen worden (een voorschrift overigens dat in de praktijk vaak genegeerd wordt).

## Atlantikwall
In het duinlandschap rond Wijk aan Zee herinneren enkele bunkers nog aan de Atlantikwall, gebouwd door het Duitse bezettingsleger tussen 1940 en 1944. Deze kustverdededigingswerken (de zogenaamde Festung IJmuiden), hadden ten doel de haven van IJmuiden en het Hoogovenbedrijf te beschermen tegen aanvallen van de geallieerden. Het geheel van deze versterkingen werd beschermd door een krans van mijnenvelden, tankgrachten en wegversperringen tot enkele kilometers diep in het achterland. In november 1942 werd er besloten tot volledige evacuatie van de inwoners Wijk aan Zee naar het binnenland. Veel inwoners trokken naar Beverwijk en Velsen. Op 12 augustus 1943 mochten de bewoners op eigen risico terugkeren, maar op 15 oktober 1943 werd het dorp opnieuw ontruimd.
Op de duinenrij achter hotel De Wijk aan de Van Ogtropweg, werd door de Duitsers een radarbunker aangelegd. Dit om vijandelijke schepen en vliegtuigen al vroeg te kunnen onderscheppen. Deze radarschermen hadden een hoogte van twintig meter. Daarom waren de schermen diep in het beton van de bunker verankerd. Deze radarinstallaties heetten "Mammutstanden". In Nederland waren maar vier plaatsen waar nog zo'n "Mammutstand" stond: Den Helder, Oostkapelle, Den Haag en Wijk aan Zee.
Toen in 1944 landingen van de geallieerden op handen leken, werden ook Velsen en delen van Beverwijk geëvacueerd. De bewoners van Wijk aan Zee moesten nog verder van hun dorp wonen, meestal in Haarlem of Amsterdam. Na de bevrijding keerden zij vanaf 8 juni 1945 terug naar hun leegstaande huizen. De achtergebleven Duitse troepen werden door geallieerde en Nederlandse burgersoldaten krijgsgevangen gehouden en tijdelijk ingekwartierd in nog leegstaande woonhuizen. Voordat ze terug moesten keren naar Duitsland, werden ze ingezet om de versperringen en mijnenvelden op te ruimen. Dat laatste gebeurde op een wrede manier; de soldaten moesten een gebied totaal ontmijnen en er daarna arm in arm overheen lopen in brede rijen. Hierbij hebben enkele Duitse soldaten het leven verloren. Overigens ging het ontmijnen niet alle dorpsbewoners snel genoeg. Zo kon het gebeuren dat de Duitse soldaten langdurig een duingebied afzochten op zoek naar de mijnen waarvan ze zeker wisten dat ze daar gelegd waren. De burgerbevolking had ze echter al eerder eigenhandig verwijderd, om in dat gebied snel weer te kunnen gaan stropen. Toen het dorp weer veilig werd bevonden, moesten de Duitse soldaten lopend via de Afsluitdijk terugkeren naar Duitsland.

## Wederopbouw
De meeste inwoners keerden na de bezetting terug. Het overgrote deel van de woonhuizen was intact gebleven, sommige gebouwen waren beschadigd tijdens bombardementen (zoals het Badgastenkerkje aan de Julianaweg) of tijdens het gebruik als troepenverblijf voor Duitse soldaten.
Nog in de jaren zestig werd er achtergebleven wapentuig ontmanteld en werden er bunkers afgesloten en opgeblazen. Zolang de bunkers nog toegankelijk waren vormden ze een favoriete speelplek voor de dorpsjeugd.

## Voorzieningen en bezienswaardigheden
Wijk aan Zee heeft twee campingterreinen, een Natuurvriendenhuis, Banjaert, met een camping, zes hotels en dertig horecazaken, een supermarkt en een groot aantal pensions. Verder is er het Heliomare: een fitness- en revalidatiecentrum, een zwembad en een scholengemeenschap voor mensen met een beperking.
In het dorpshuis De Moriaan wordt jaarlijks in januari het internationale Tata Steel Chess Tournament gehouden, het grootste schaaktoernooi ter wereld, waaraan alle belangrijke schaakgrootmeesters uit de hele wereld deelnemen. Daarbij worden er tijdens hetzelfde toernooi in de sporthal ook vele schaaktoernooien georganiseerd voor schoolkinderen uit de regio, politici, leden van schaakclubs en amateurschakers. Het Chess Tournament is vooral uniek doordat het vrij toegankelijk is voor het publiek. 

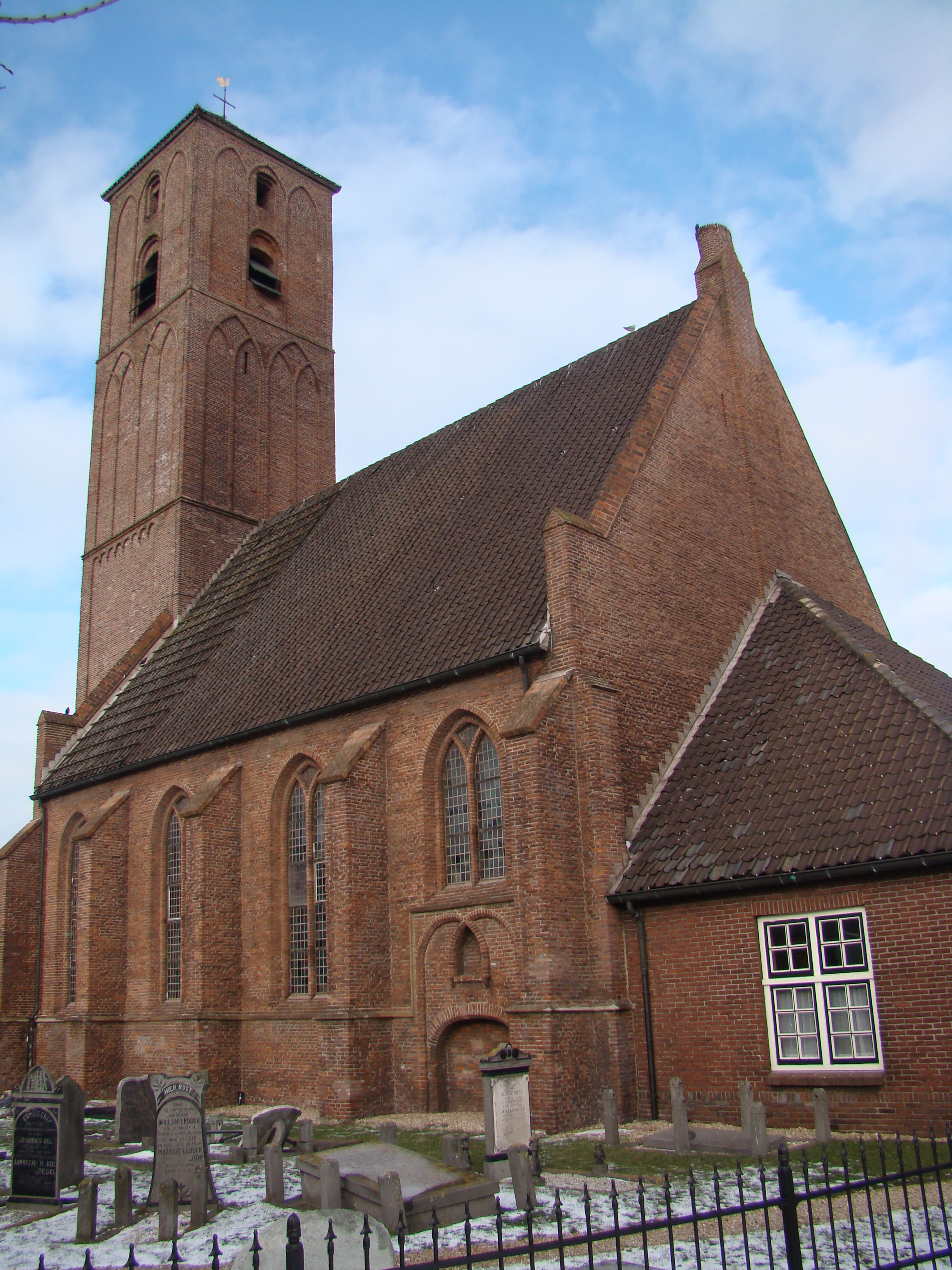
15e-eeuwse Dorpskerk

De uit omstreeks 1420 stammende laat-gotische Dorpskerk is een rijksmonument, evenals het zich daarin bevindende Maarschalkerweerdorgel uit 1905. Het interieur ademt een bijzondere sfeer uit, opvallend zijn het kerkscheepje, vaak te vinden in kerken langs de kust en de middeleeuwse grafzerken. De Dorpskerk is na de Tachtigjarige Oorlog – omstreeks 1600 – hersteld vanuit de ruïnes van de veel grotere Rooms Katholieke Sint Odulphuskerk, die in vroeger eeuwen het gehele plein besloeg. In allerlei oorlogen, waarbij Engelse, Franse, Russische en Spaanse legers in dit gebied hebben gevochten, was de kerk grotendeels verwoest. De ruïnes zijn lange tijd blijven staan, achter het kleine kerkje dat was overgebleven. Nadat het Spaanse leger van de Hertog van Alva de balken van het kerkdak had verwijderd om te gebruiken voor barricades in het beleg van Alkmaar, was ook het overgebleven deel van de oude kerk onbruikbaar geworden. 

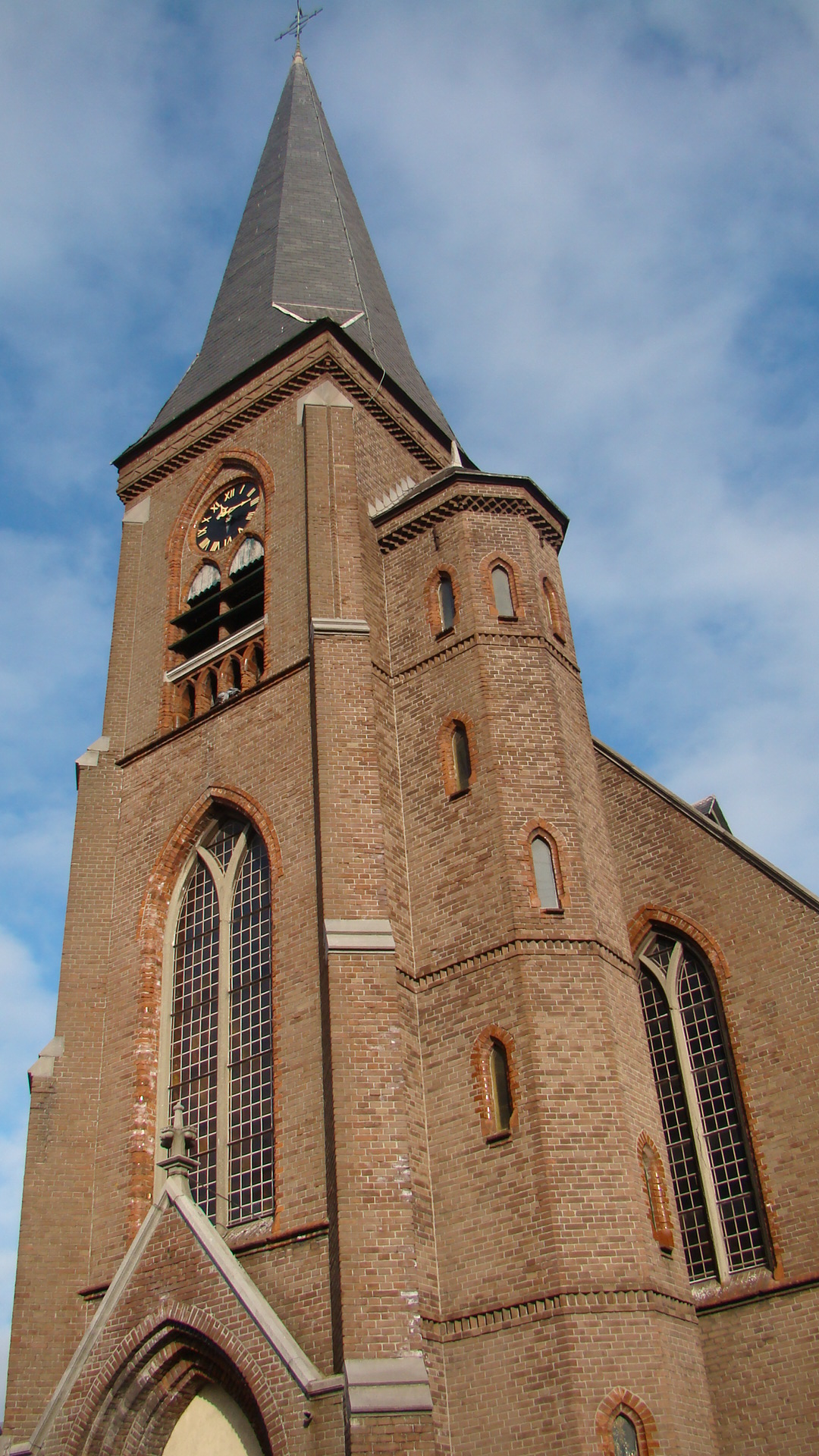
19e-eeuwse Sint-Odulphuskerk

Nadat de Reformatie had plaatsgevonden, werd de kerk door de protestanten hersteld en werd de latere Hervormde Kerk. Tegenwoordig is de kerk onderdeel van de Protestantse Kerk Nederland. Aan het eind van de negentiende eeuw werd aan de duinrand een nieuwe Sint Odulphuskerk gebouwd voor de Katholieke kerkgangers van het - overwegend - Rooms-Katholieke Wijk aan Zee. Daarnaast wordt de Dorpskerk gebruikt voor vele culturele activiteiten in het dorp, zoals concerten, tentoonstellingen en het 'rondje Wijk aan Zee' dat in het zomerseizoen regelmatig wordt gehouden. 
In de Tweede Wereldoorlog is de oude dorpskerk beschadigd doordat de kerk door het Duitse leger werd gebruikt als opslagplaats en ook voor het inkwartieren van militairen. Opmerkelijk is ook het verhaal van het afvoeren van de grote bronzen kerkklok uit 1658, op last van de Duitsers. De klok van de dorpskerk en ook die van een aantal andere kerken werden op commando van de Duitsers per schip via het IJsselmeer afgevoerd door een Nederlandse schipper. Deze wilde echter voorkomen dat de eeuwenoude kerkklokken in Duitsland omgesmolten zouden worden tot koperen hulzen van patronen en liet midden op het IJsselmeer zijn schip moedwillig zinken. Na de oorlog werden de kerkklokken van de bodem van het IJsselmeer naar boven gehaald en werd de klok weer aangebracht in de kerktoren van Wijk aan Zee.
In 1970 werd in Wijk aan Zee een frequentiewisselaar geplaatst, omdat door de aanwezigheid van zware industrie de signalen van de zendmasten Wieringen en Lopik werden gestoord.

### Monumenten
Zie:
- Lijst van rijksmonumenten in Wijk aan Zee
- Lijst van gemeentelijke monumenten in Wijk aan Zee

### Openbaar vervoer
Van 1882 tot 1924 was er een tramlijn Beverwijk - Wijk aan Zee, eerst een stoomtram en vanaf 1892 een paardentram. Na opheffing in 1924 kwam er een busverbinding; heden ten dage exploiteert Connexxion lijn 75 en 78.

### Wandelroutes
Het Nederlands Kustpad loopt door Wijk aan Zee. Enkele andere langeafstandswandelingen volgen dezelde route:
- De Ronde van Nederland
- Het Noordzeepad rond de hele Noordzee
- De Europese wandelroute E9 van de Straat van Gibraltar tot de Finse Golf langs de kust

## Geboren in Wijk aan Zee
- Rijckaert Aertsz. (1482-1577), kunstschilder
- Jacob Lucas Boreel (1883-1939), civiel ingenieur

## Wijk aan Zee in films en tv-series
- Wijk aan Zee is de plaats die de rol speelt van de badplaats Boedzand in de televisieserie Vuurzee (2005-2006) van de VARA. De meeste beelden van het dorp zijn opgenomen in Wijk aan Zee. Daarnaast zijn er ook beelden uit Egmond aan Zee en uit Bergen te zien.
- De aardse scènes uit Jan Doenses' film Ver Weg (2004) zijn opgenomen op het strand van Wijk aan Zee.
- Voor de film Het paard van Sinterklaas (2005) zijn veel opnamen in Wijk aan Zee gemaakt.

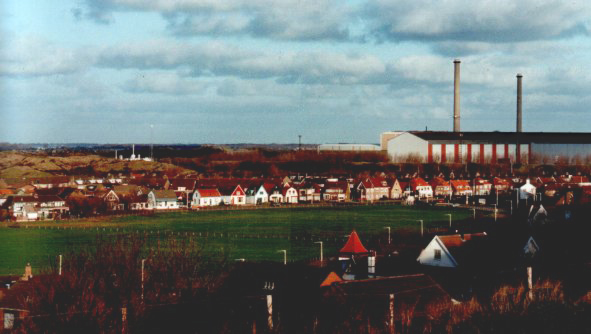
Wijk aan Zee in 1995
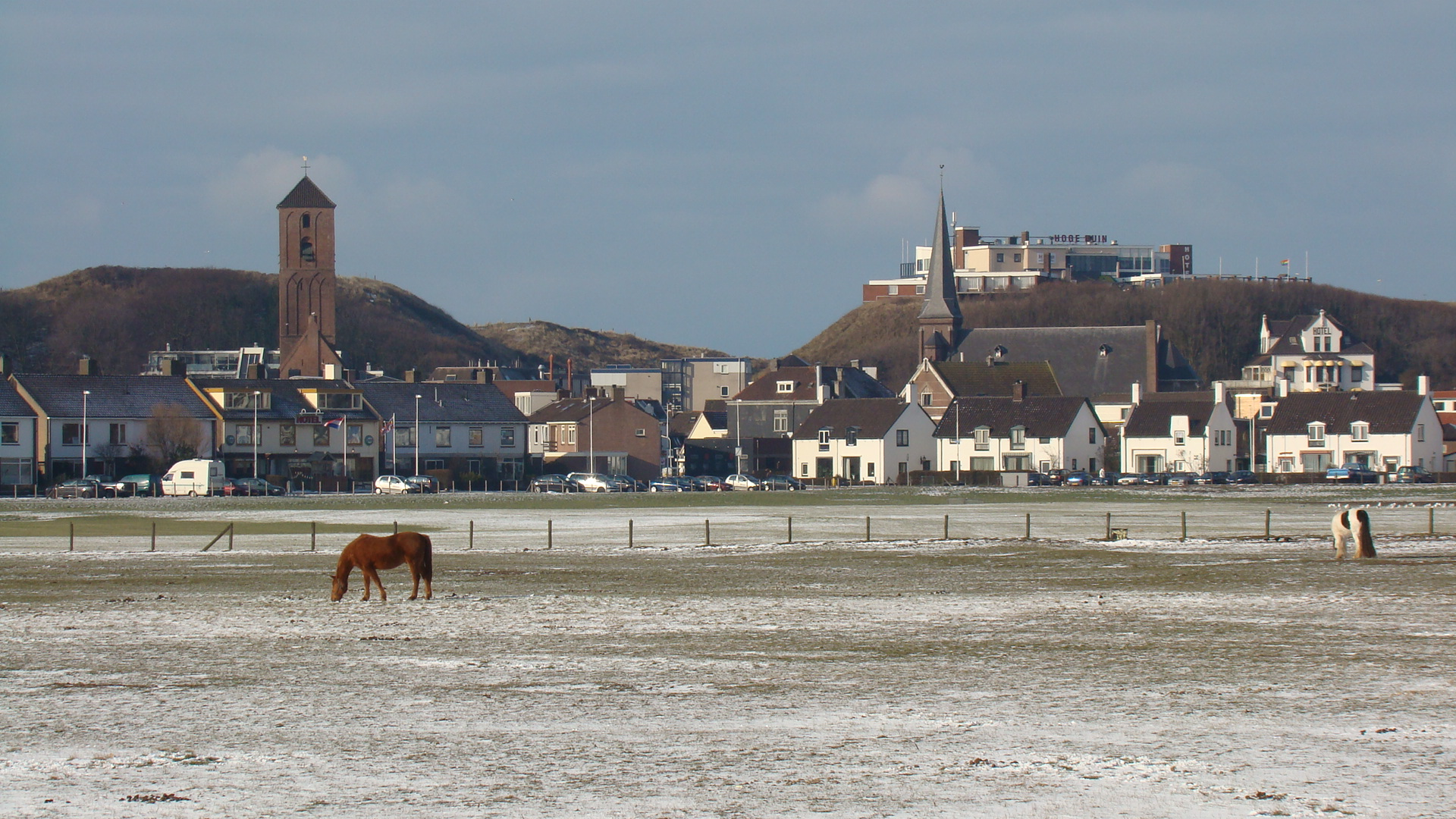
Panorama op Wijk aan Zee
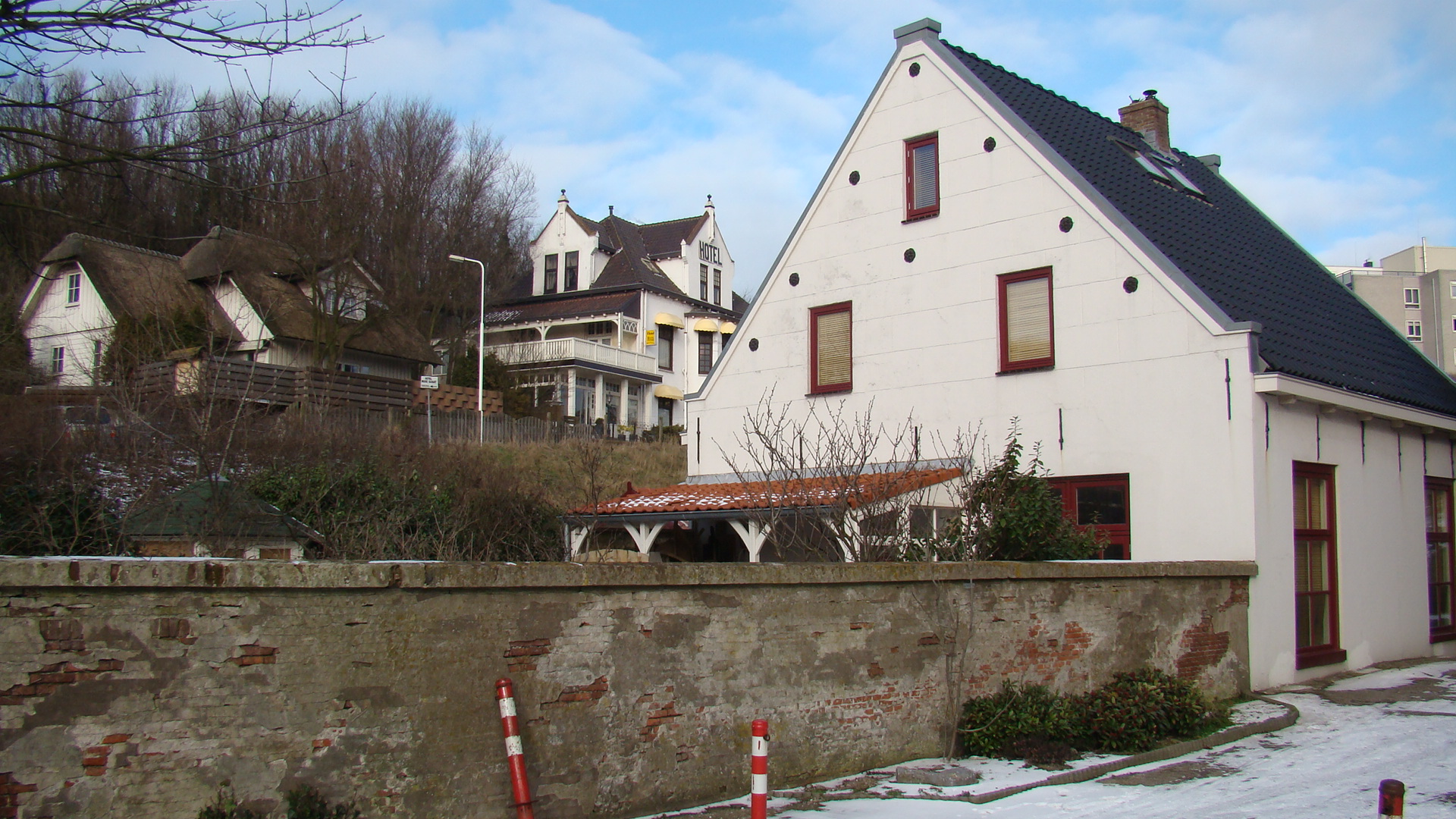
Huizen in de duinen